# صراع مع الموت (فلم)
صراع مع الموت هو فيلم مصري عرض عام 1970، بطولة فريد شوقي وسهير زكي ومحمود المليجي وعبد المنعم مدبولي، ومن إخراج إبراهيم عمارة.

## قصة الفيلم
تقع حادثة لثلاثة أشخاص عبر الطريق الصحراوي، وينقلون إلى المستشفى في حالات حرجة وخطيرة، وهم ضابط بوليس، وراقصة، ولاعب كرة، ويتمكن الأطباء من إنقاذ المصابين وزرع قلوب جديدة لهم، بدلًا من القلوب التالفة، فيزرع قلب نشال لضابط البوليس، وقلب مصارع للراقصة وقلب قرد للاعب الكرة ثم يحدث صراع بين الشخصية الأصلية لكل منهم وشخصية القلب الجديد.

## طاقم التمثيل
- فريد شوقي: (حمدي - ضابط شرطة)
- سهير زكي: (جمالات - الراقصة)
- محمود المليجي: (الدكتور صفوت)
- عبد المنعم مدبولي: (صاروخ - لاعب الكرة)
- نعمت مختار: (مزيكا)
- توفيق الدقن: (جودة - زعيم العصابة)
- عدلي كاسب: (عتريس)
- سهام فتحي: (سهام)
- سيد زيان: (سلامة)
- سيف الله مختار: (عباس - مساعد جودة)
- حسن حسين: (السائق)
- أمين رياض: (أنيس - مساعد الدكتور)
- حافظ أمين
- حلمي حليم
- أحمد شوقي: (ضابط شرطة)
- علي عرابي
- رضوان حافظ
- كمال سرحان: (مقشط)

## فريق العمل
- إخراج: إبراهيم عمارة
- تأليف: فايق إسماعيل
- مدير التصوير: محمد عمارة
- مونتاج: فكري رستم
- إنتاج: الوكالة الشرقية للسينما
- توزيع: أفلام السلام (حسن أمين إمام)